# Kárný delikt
Kárný delikt, provinění, nebo disciplinární delikt je správní delikt, který projednávají správní úřady.
Jde o protiprávní jednání (konáním či opomenutím povinnosti), které naplní znaky daného deliktu stanoveného zákonem. Disciplinárním proviněním může být také kázeňský přestupek, porušení kázeňského řádu organizace nebo školního řádu (viz školní nekázeň). Nepatří však mezi ně trestné činy projednávané soudy.
Zatímco řízení o přestupcích je upraveno zvláštním zákonem o přestupcích (č. 250/2016 Sb.), kárné a disciplinární delikty společnou procesní úpravu postrádají a řídí se zvláštními zákony.
Po podání kárné žaloby disciplinární orgán organizace či komory v kárném řízení zjišťuje kárnou odpovědnost neboli odpovědnost za kárné provinění a případně rozhoduje o sankci.

## Typy organizací

### Soudy
Kárný soud je soud pro řízení ve věcech soudců, státních zástupců a soudních exekutorů.
Kárným soudem v ČR je Nejvyšší správní soud,  
nebo senát (nikoliv Senát Parlamentu České republiky) dle zákona o Ústavním soudu, část čtvrtá. Na Slovensku je to Nejvyšší soud Slovenské republiky.
Kárným proviněním soudce je zaviněné porušení povinností, zaviněné chování nebo jednání, jímž soudce narušuje důstojnost své funkce nebo ohrožuje důvěru v nezávislé, nestranné, odborné a spravedlivé rozhodování.
Kárnou odpovědností svobodných profesí v resortu spravedlnosti se zabývali Zdeněk Dufek a Aleš Vémola.
Mezi tyto profese údajně patří znalci, advokáti, notáři (viz Notářský řád), daňoví poradci, exekutoři, architekti, inženýři a technici činní ve výstavbě, lékaři a lékárníci i patentoví zástupci.

### Státní správa
Kárné řízení probíhá u kárných komisí prvního a druhého stupně.
Řízení je zahájeno kárnou komisí z podnětu služebního orgánu, příp. služebního orgánu v nadřízeném služebním úřadu, nejvyššího státního tajemníka nebo představeného. Rozhodnutí o uložení kárného provinění je zapsáno do osobního spisu státního zaměstnance v režimu zákona č. 234/2014 Sb.

### Vysoké školy
Disciplinární komise je orgánem veřejné vysoké školy, která projednává disciplinární přestupky studentů. Za disciplinární přestupek je považováno zaviněné porušení povinností danými právními předpisy a vnitřními předpisy školy a jejich součástí. Členy a předsedu komise jmenuje rektor, polovina členů musí být studenti. Návrhy schvaluje akademický senát školy. 
Stejnou funkci má pro studenty jednotlivých fakult disciplinární komise fakulty, jejíž členy jmenuje děkan a schvaluje je akademický senát fakulty. Disciplinární komise veřejné vysoké školy není zřízena v případě, že všichni studenti jsou zapsáni na fakulty.

### Armáda
Přehled  kázeňské odpovědnosti a disciplinárních deliktů je obsažen v zákoně č. 221/1999 Sb., o vojácích z povolání.

### Advokátní komora
Kárná komise ČAK je zřízena na základě zákona o advokacii č. 85/96 Sb. v platném znění podle § 47 a je volena Sněmem podle § 43.
Kárná komise jedná a rozhoduje dle § 32 a násl. téhož zákona o advokacii a podle vyhlášky Ministerstva spravedlnosti č. 244/1996 Sb. - advokátního kárného řádu v platném znění.

### Komora auditorů
Kárné řízení řeší zákon č. 93/2009 Sb., o auditorech a o změně některých zákonů (zákon o auditorech §26, 50 aj.).

## Sankce
Méně závažná kárná či disciplinární provinění např. advokátů, notářů, soudních exekutorů nebo také studentů vysokých škol lze řešit napomenutím. Někdy se v takových případech rozlišuje pouze písemné napomenutí a veřejné napomenutí.
Soud může za kárné provinění uložit některé z těchto kárných opatření:
a) důtku,
b) snížení platu až o 30 % na dobu až 1 roku a při opětovném provinění na dobu nejvíce 2 let,
c) odvolání z funkce předsedy senátu,
d) odvolání z funkce soudce.